# ارزش (علم اقتصاد)
ارزش اقتصادی سنجه‌ای از منفعت ناشی از کالاها یا خدمات فراهم آورده شده از سوی یک عامل اقتصادی است. به‌طور کلی ارزش نسبت به واحد پول اندازه‌گیری می‌شود و تفسیرش "حداکثر میزان پولی که یک بازیگر مشخص مایل و قادر به پرداخت برای کالا یا خدمات است چقدر است؟" توجه شود که ارزش اقتصادی همان قیمت بازار یا ارزش بازار نیست.